# Missões diplomáticas do Canadá

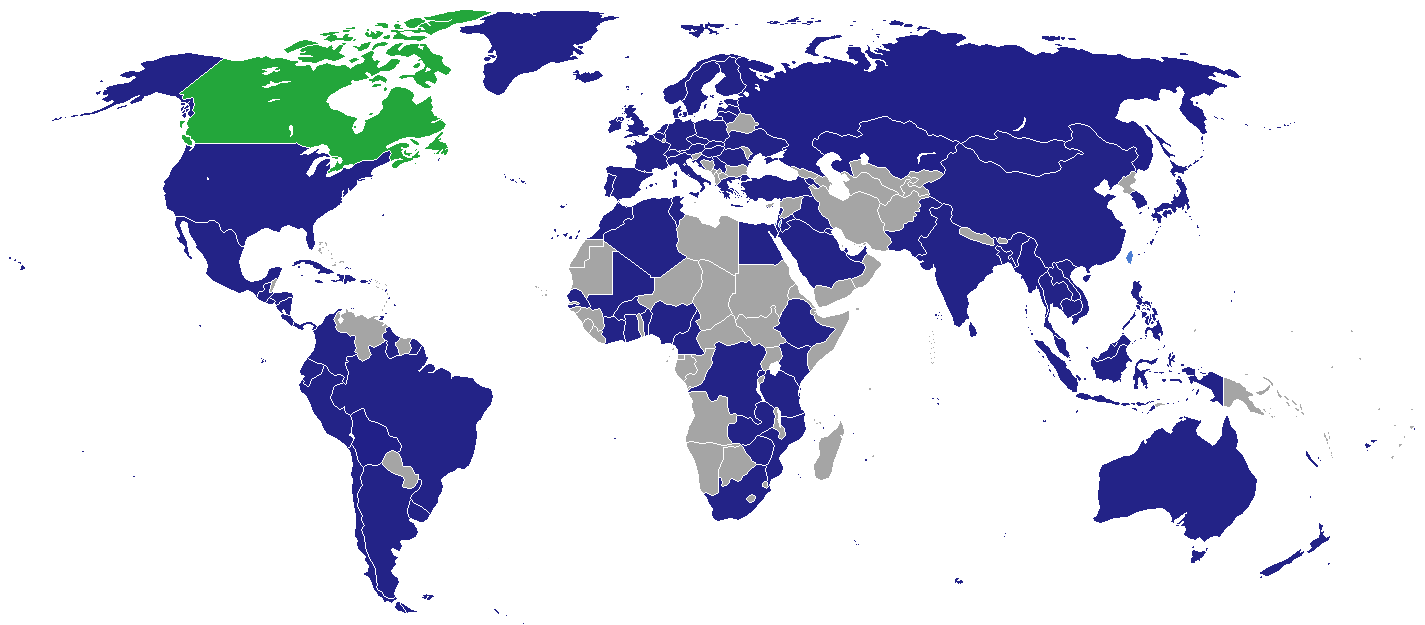
Países que possuem missões diplomáticas do Canadá.

Esta é uma lista das missões diplomáticas do Canadá ao redor do mundo.

## África
- África do Sul
  - Pretória (alto comissariado)

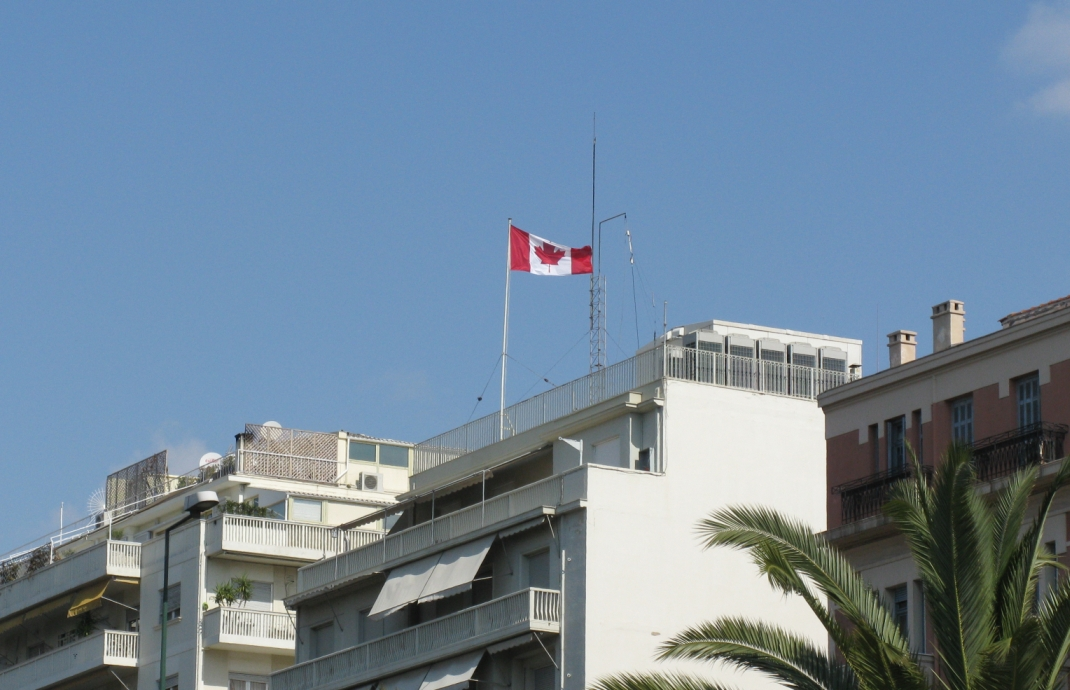
Embaixada do Canadá em Atenas, Grécia

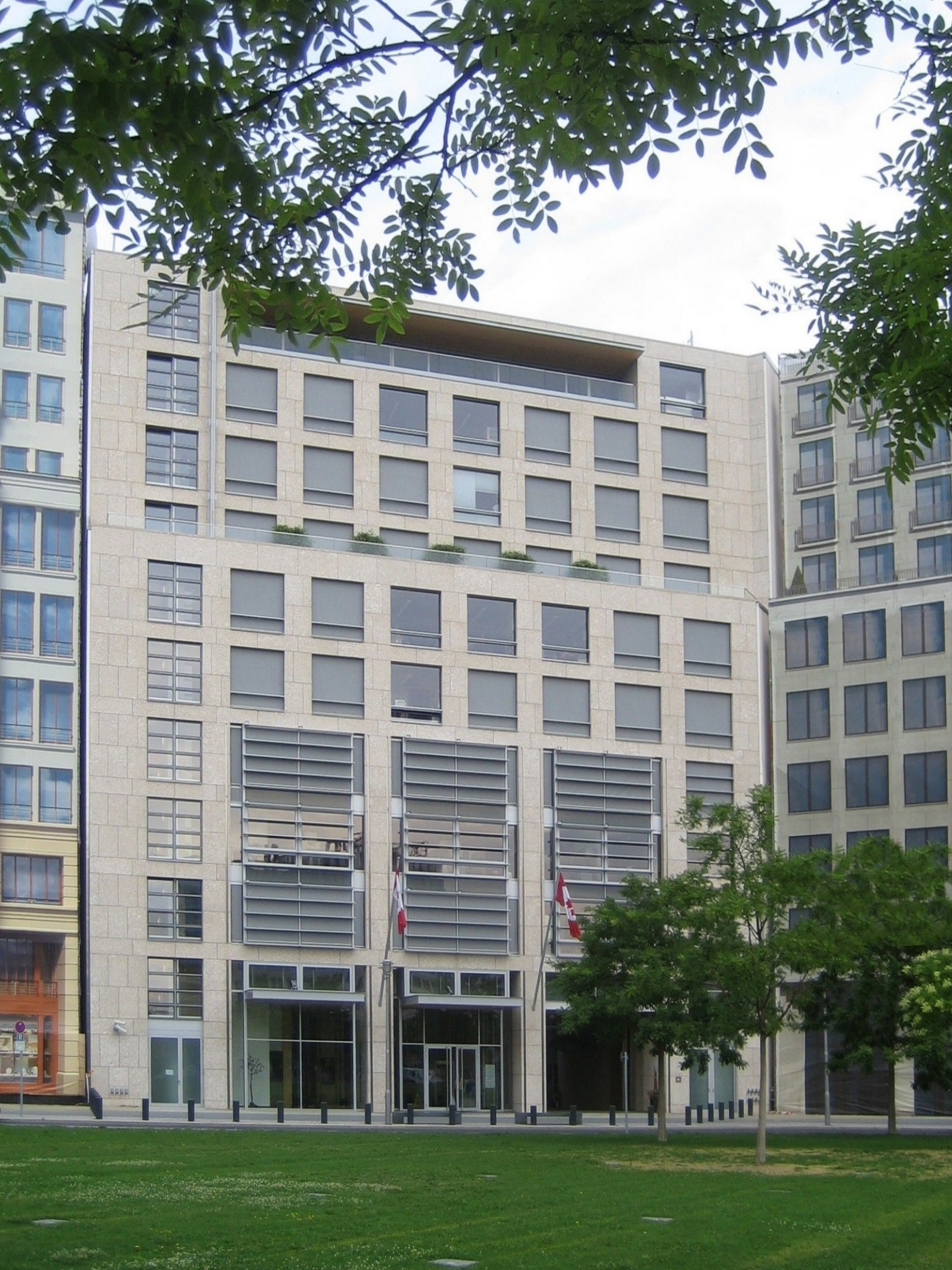
Embaixada do Canadá em Berlim, Alemanha

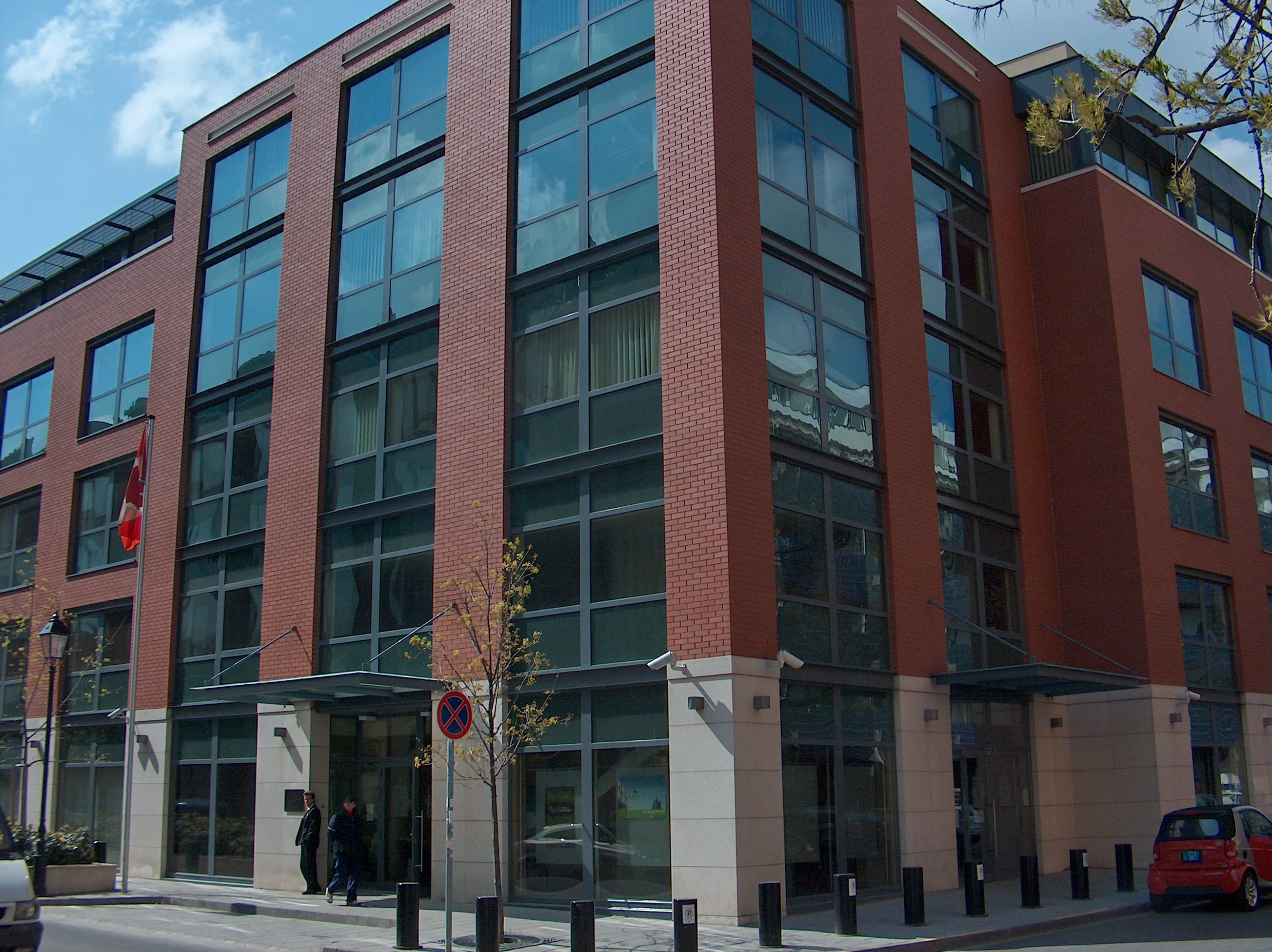
Embaixada do Canadá em Budapeste, Hungria

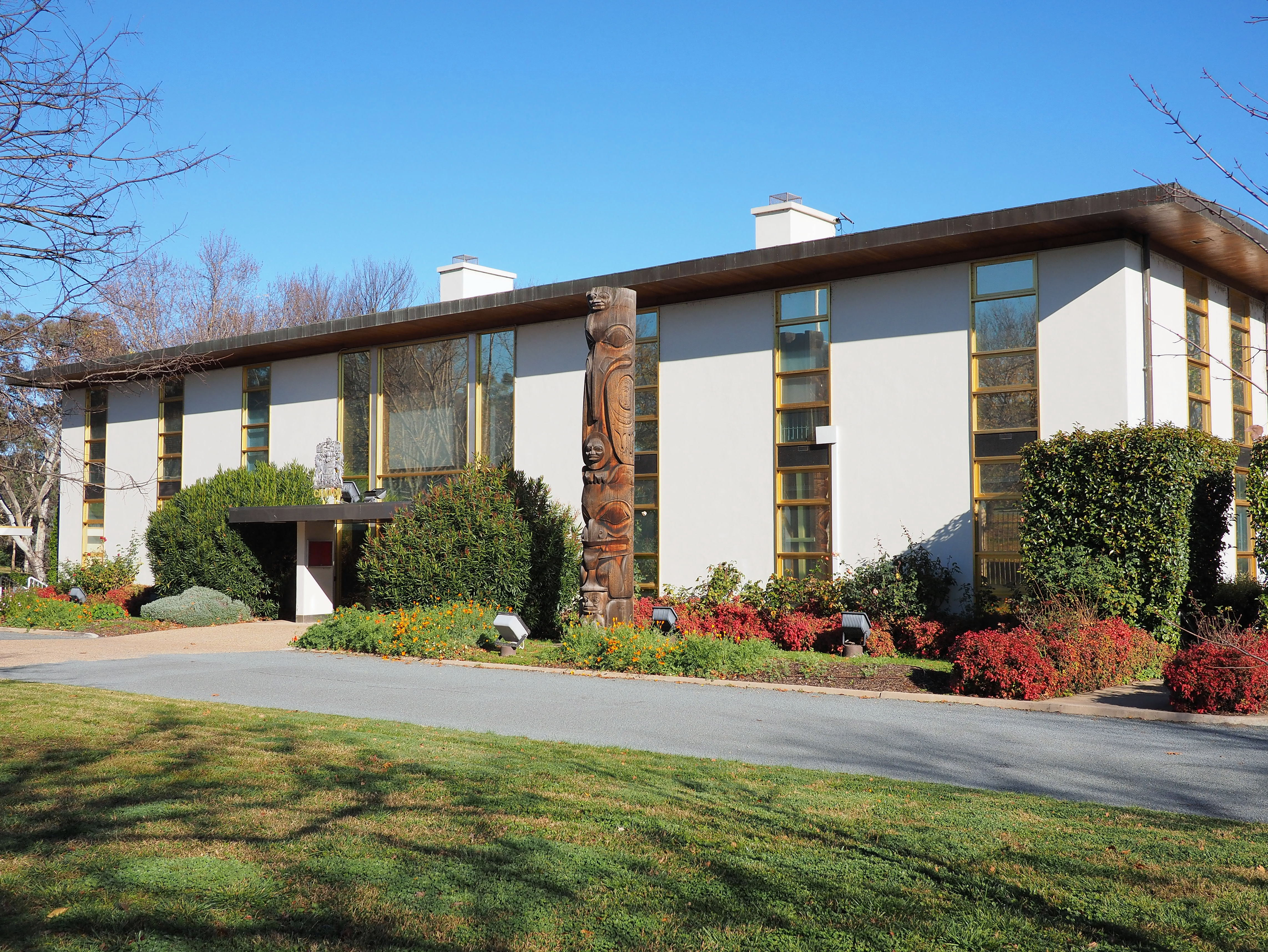
Alto Comissariado do Canadá em Canberra, Austrália

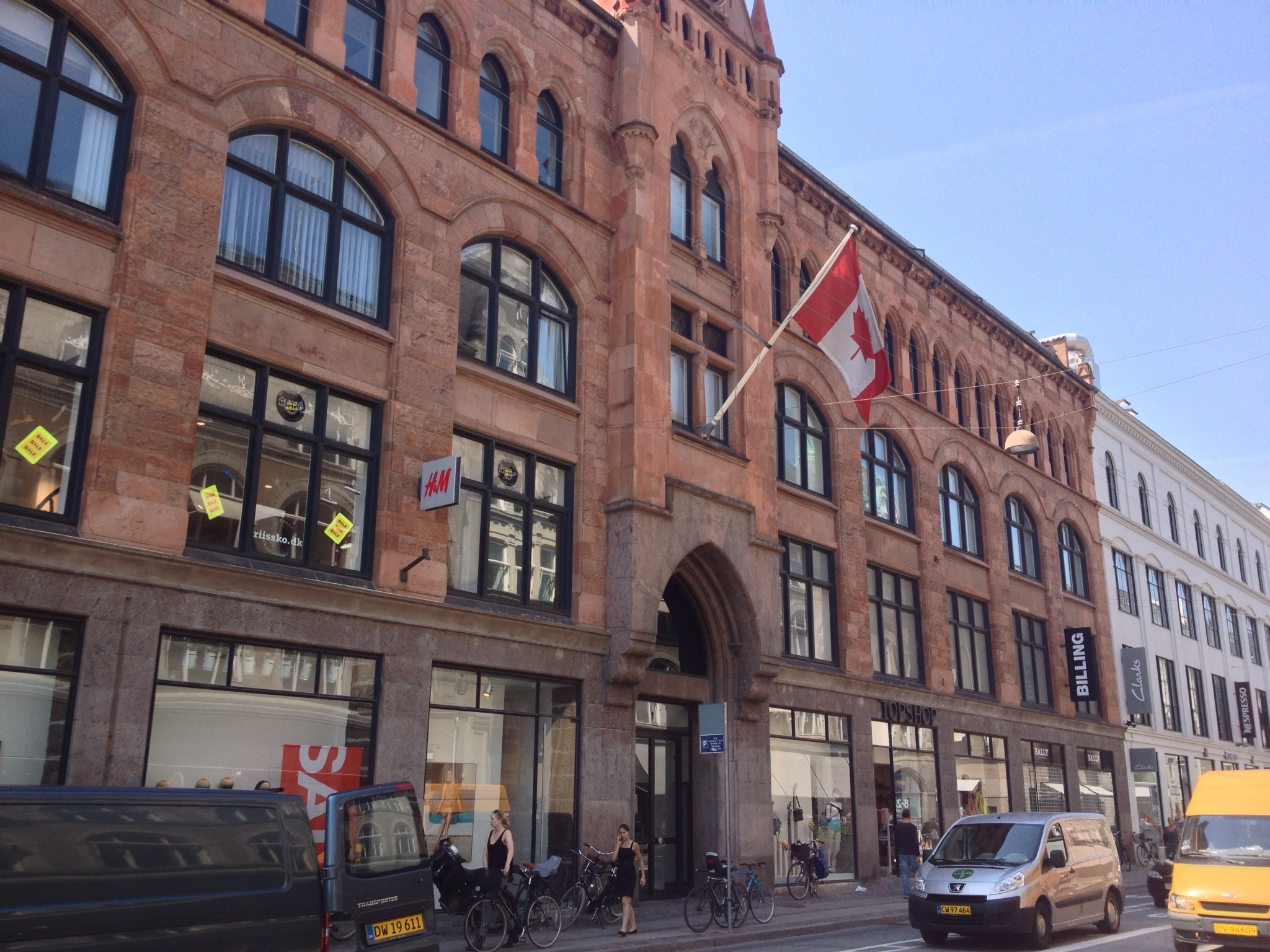
Embaixada do Canadá em Copenhague, Dinamarca

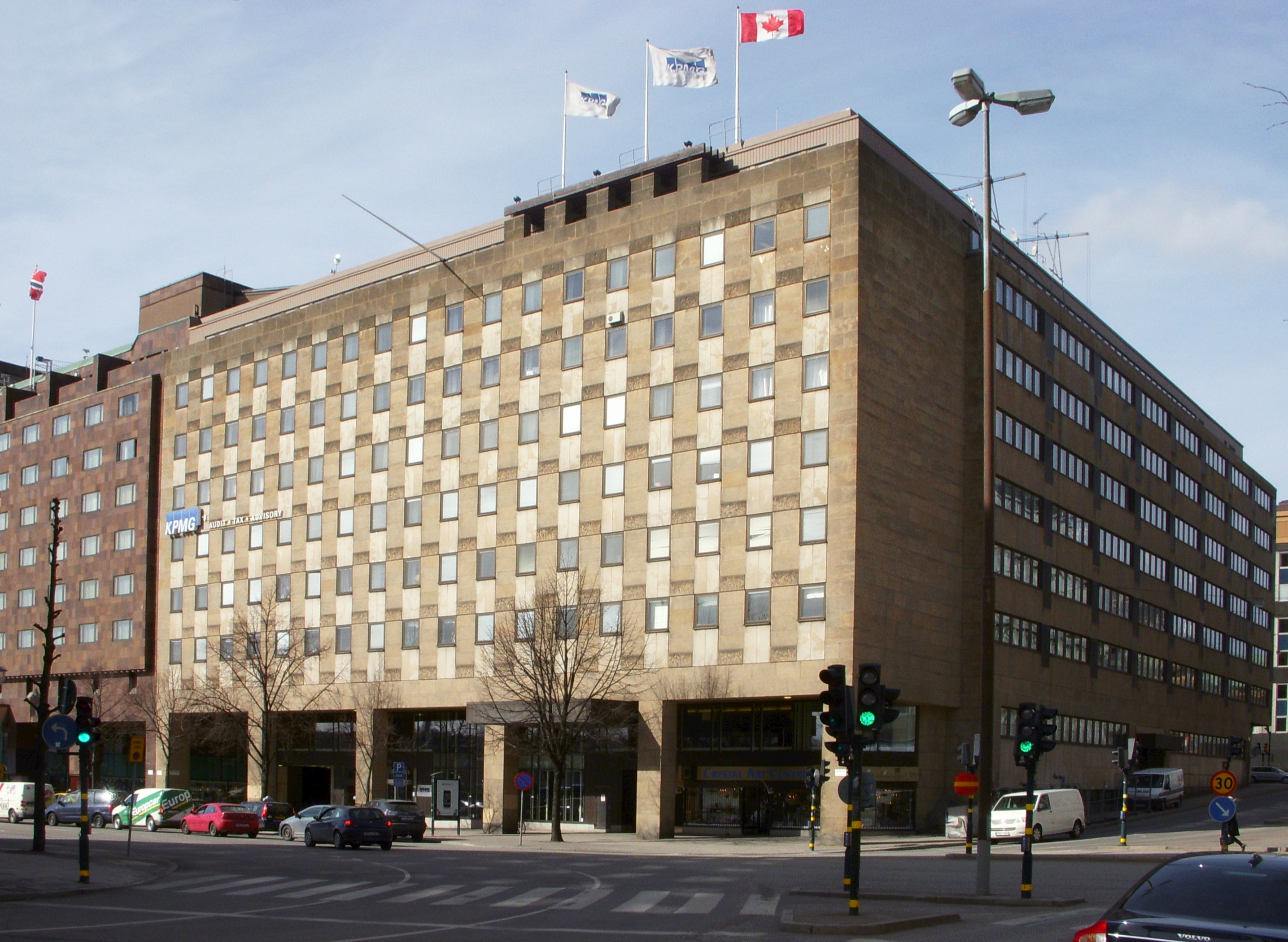
Embaixada do Canadá em Estocolmo, Suécia

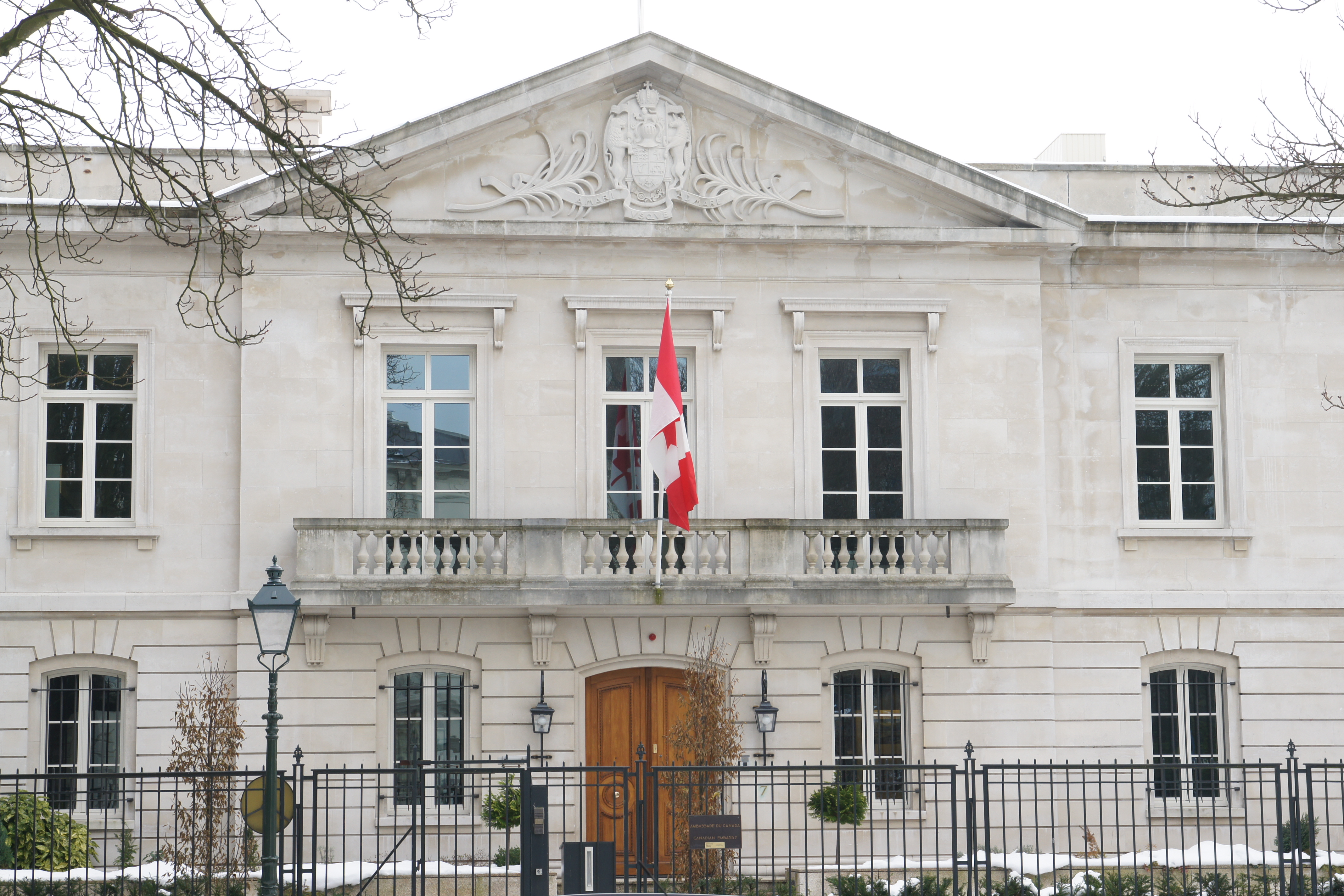
Embaixada do Canadá na Haia, Países Baixos

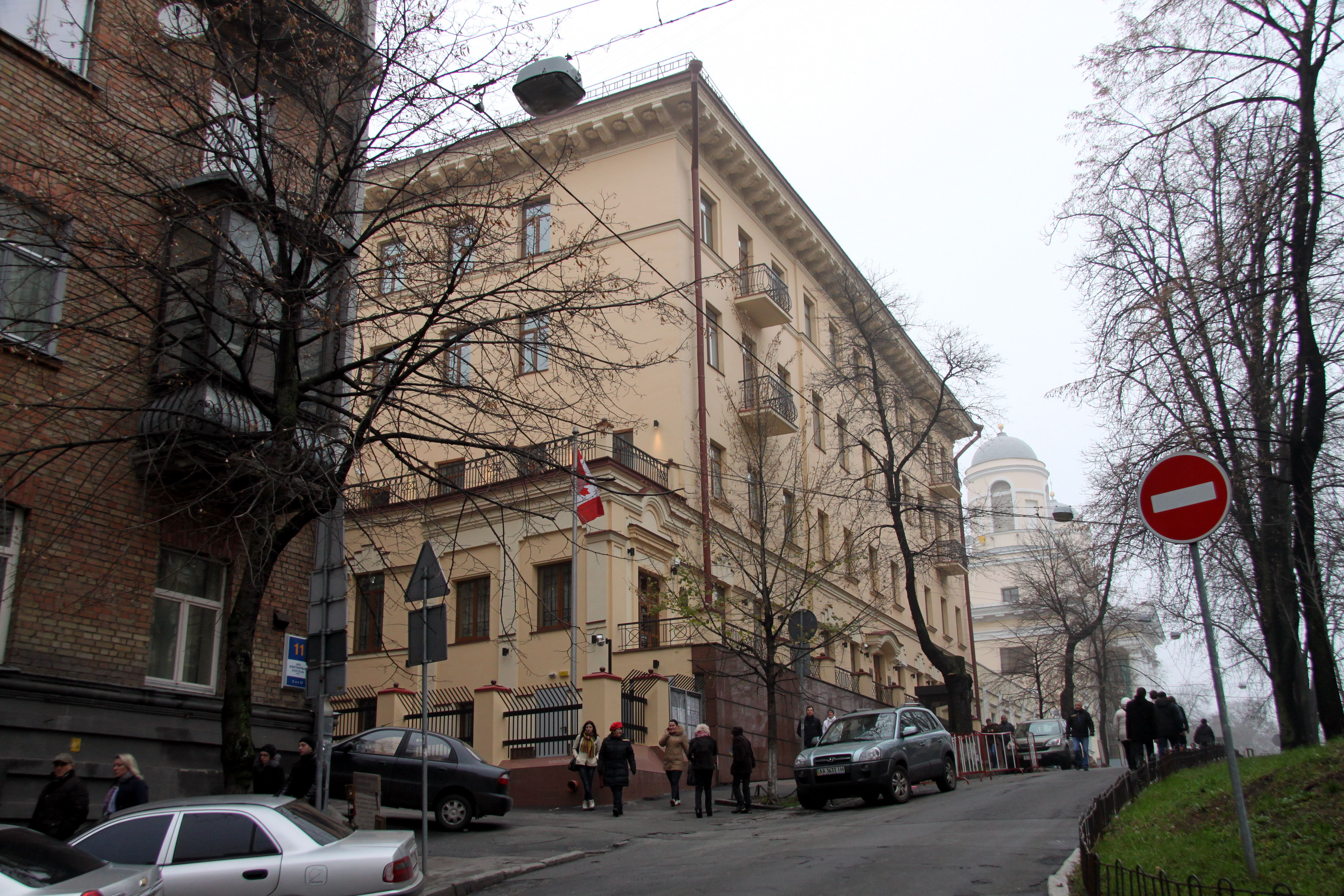
Embaixada do Canadá em Kiev, Ucrânia

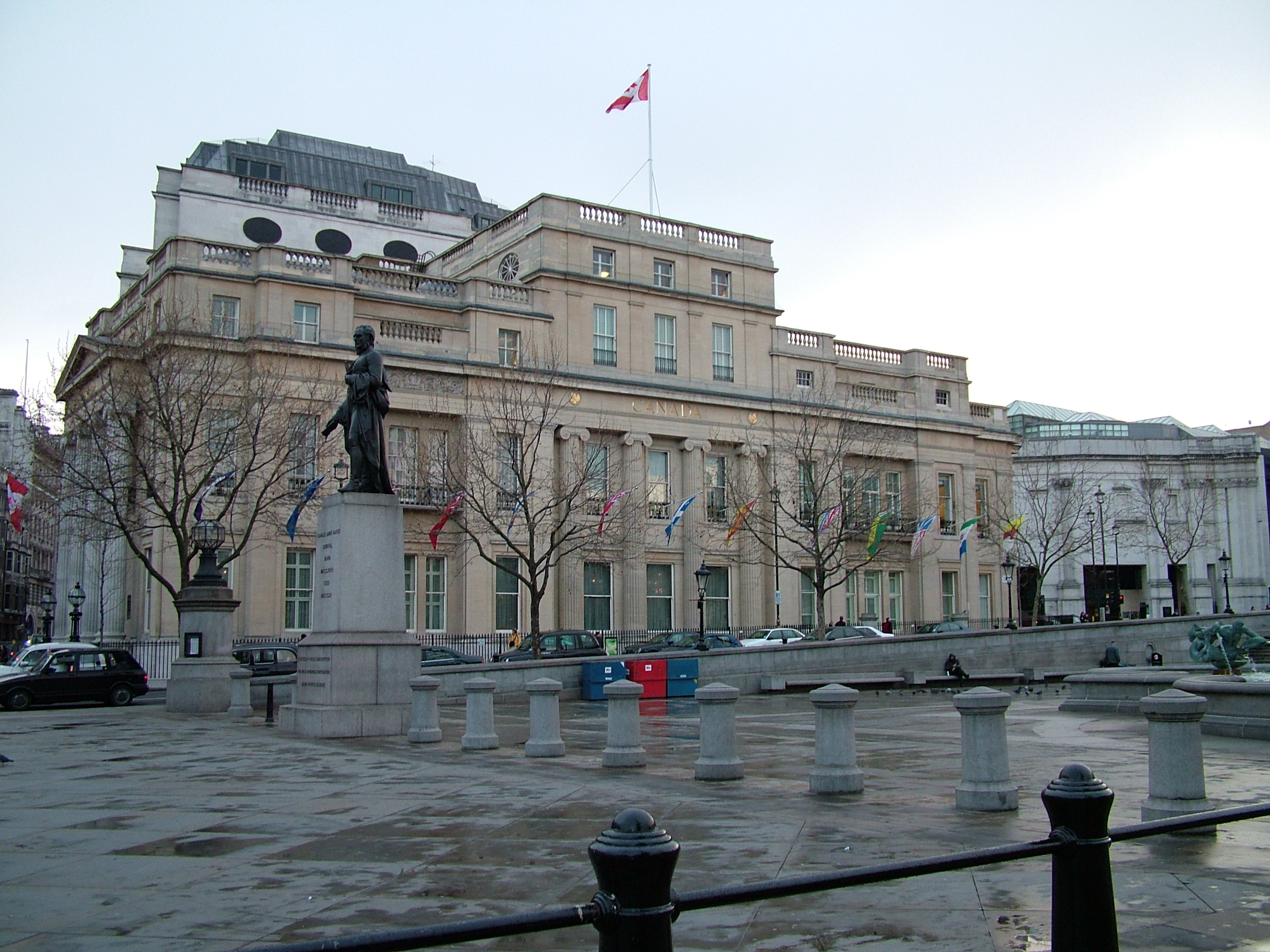
Alto Comissariado do Canadá em Londres, Reino Unido

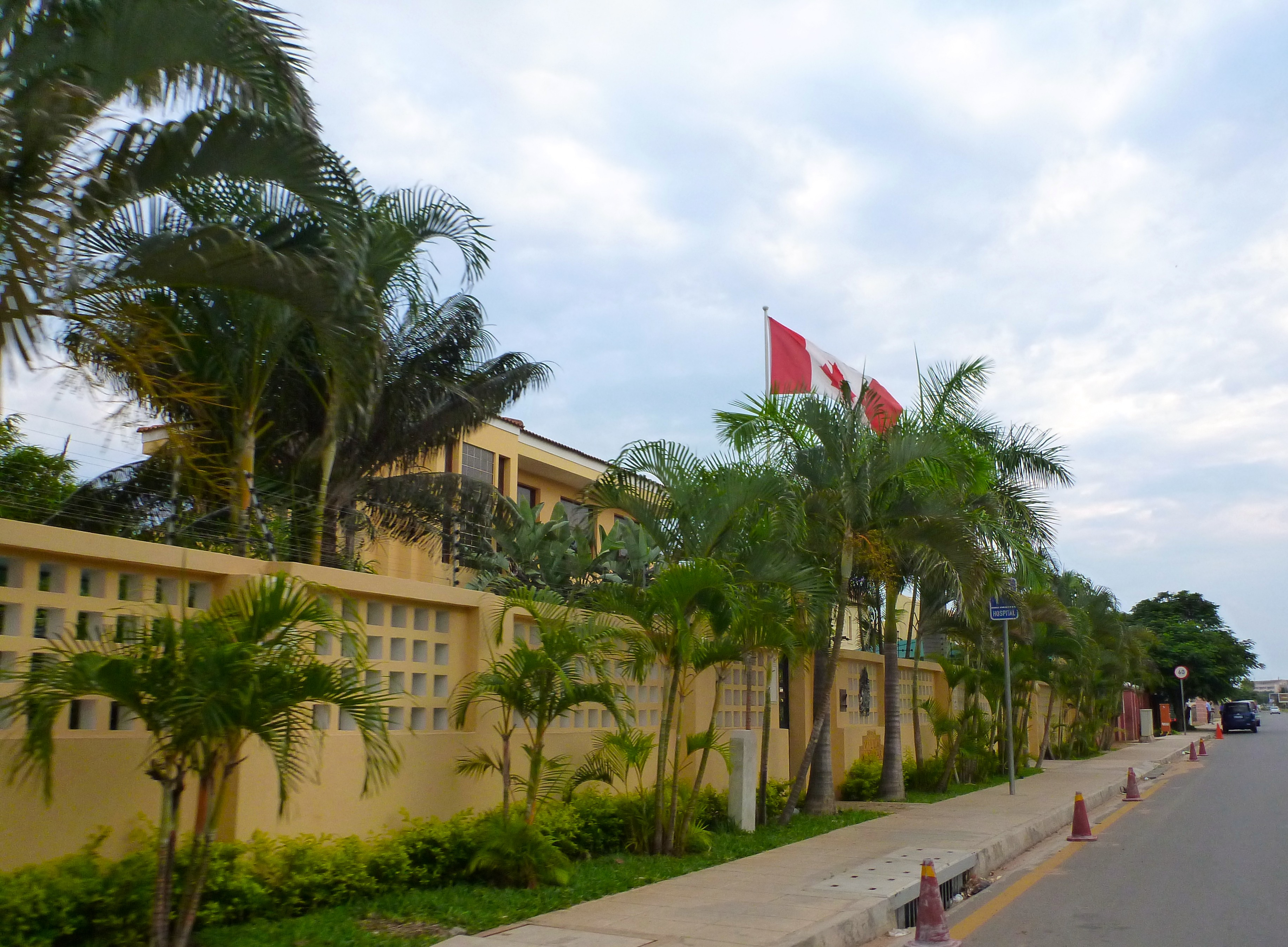
Alto Comissariado do Canadá em Maputo, Moçambique

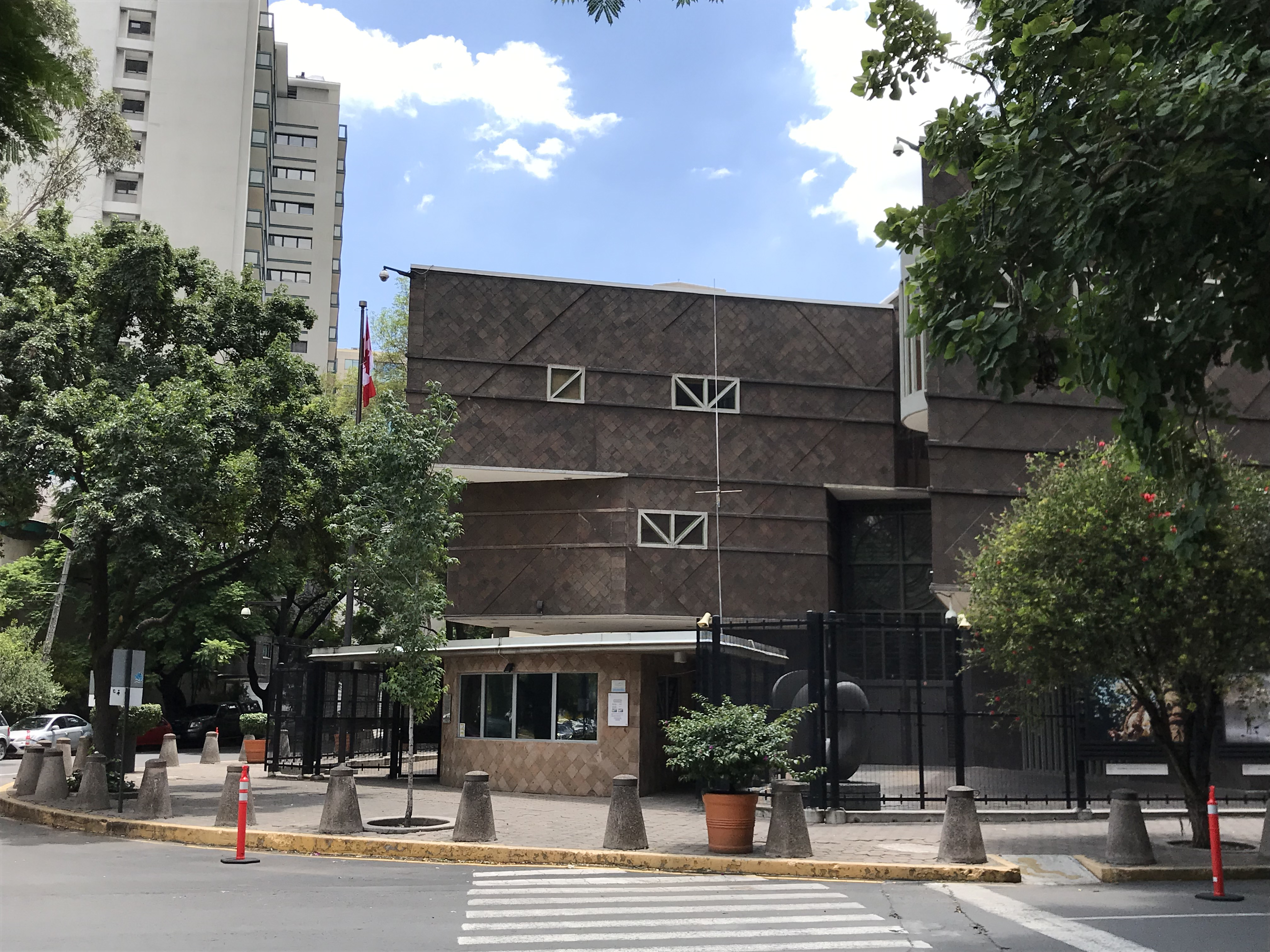
Embaixada do Canadá na Cidade do México

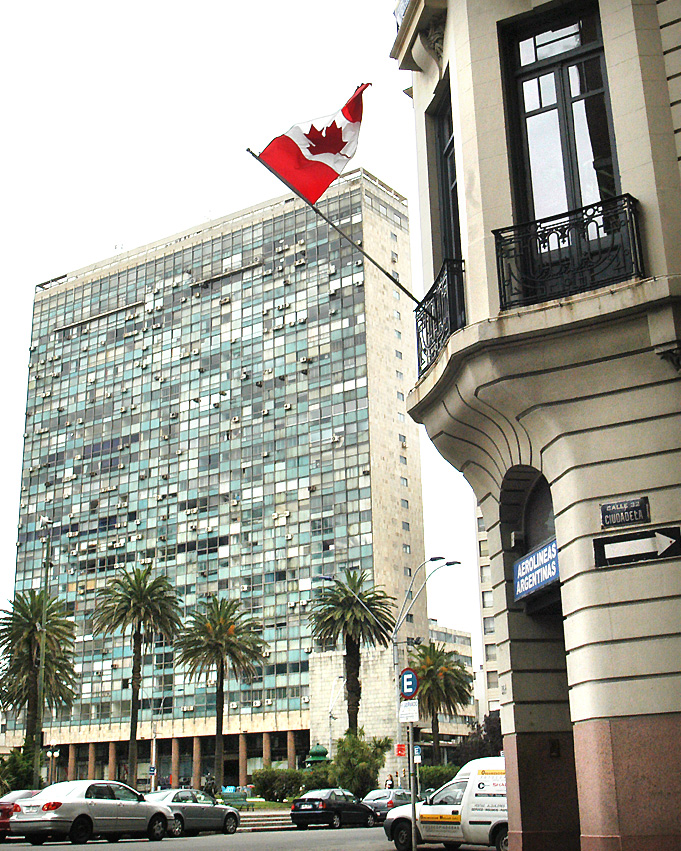
Embaixada do Canadá em Montevidéu, Uruguai

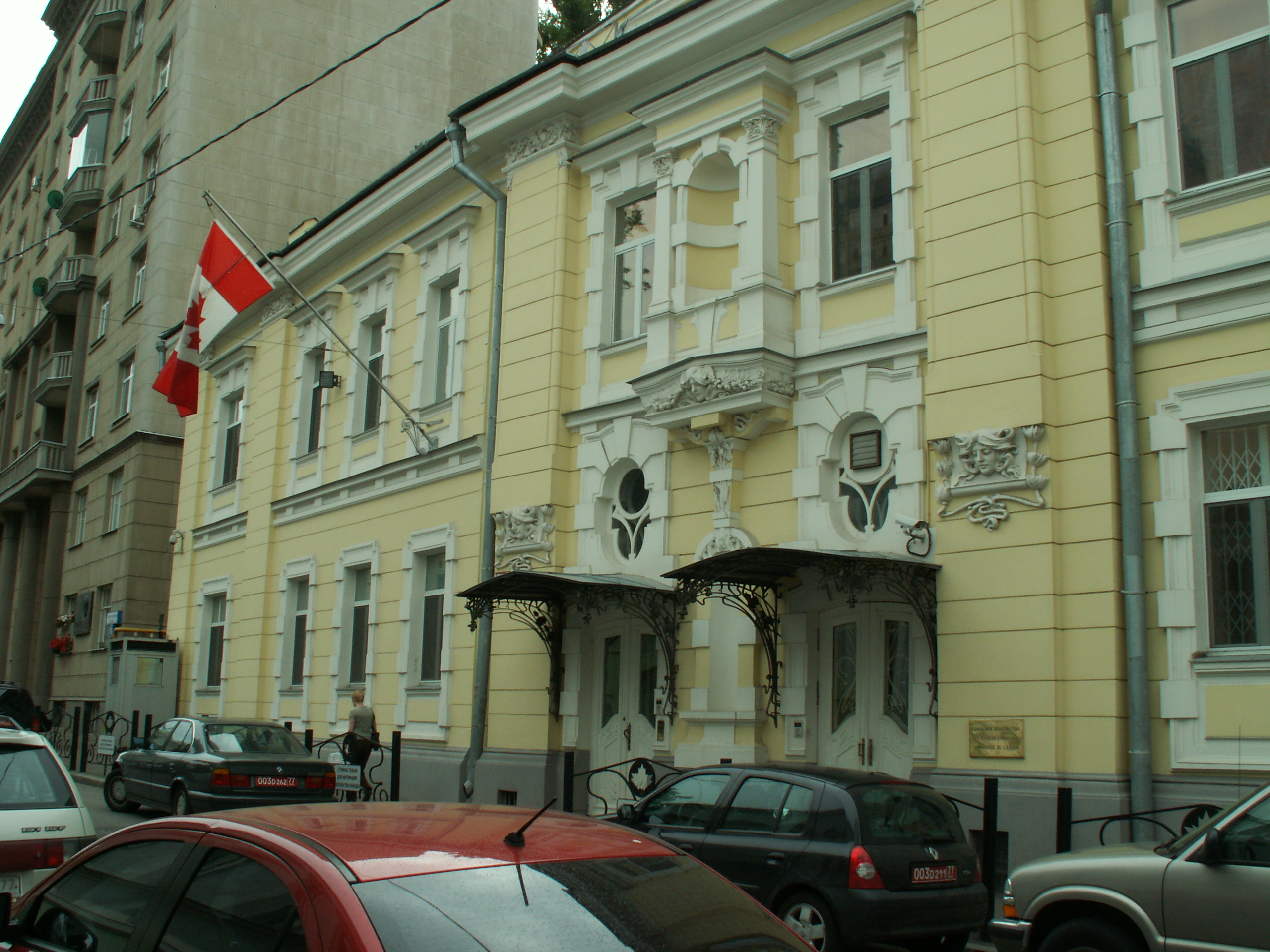
Embaixada do Canadá em Moscou, Rússia

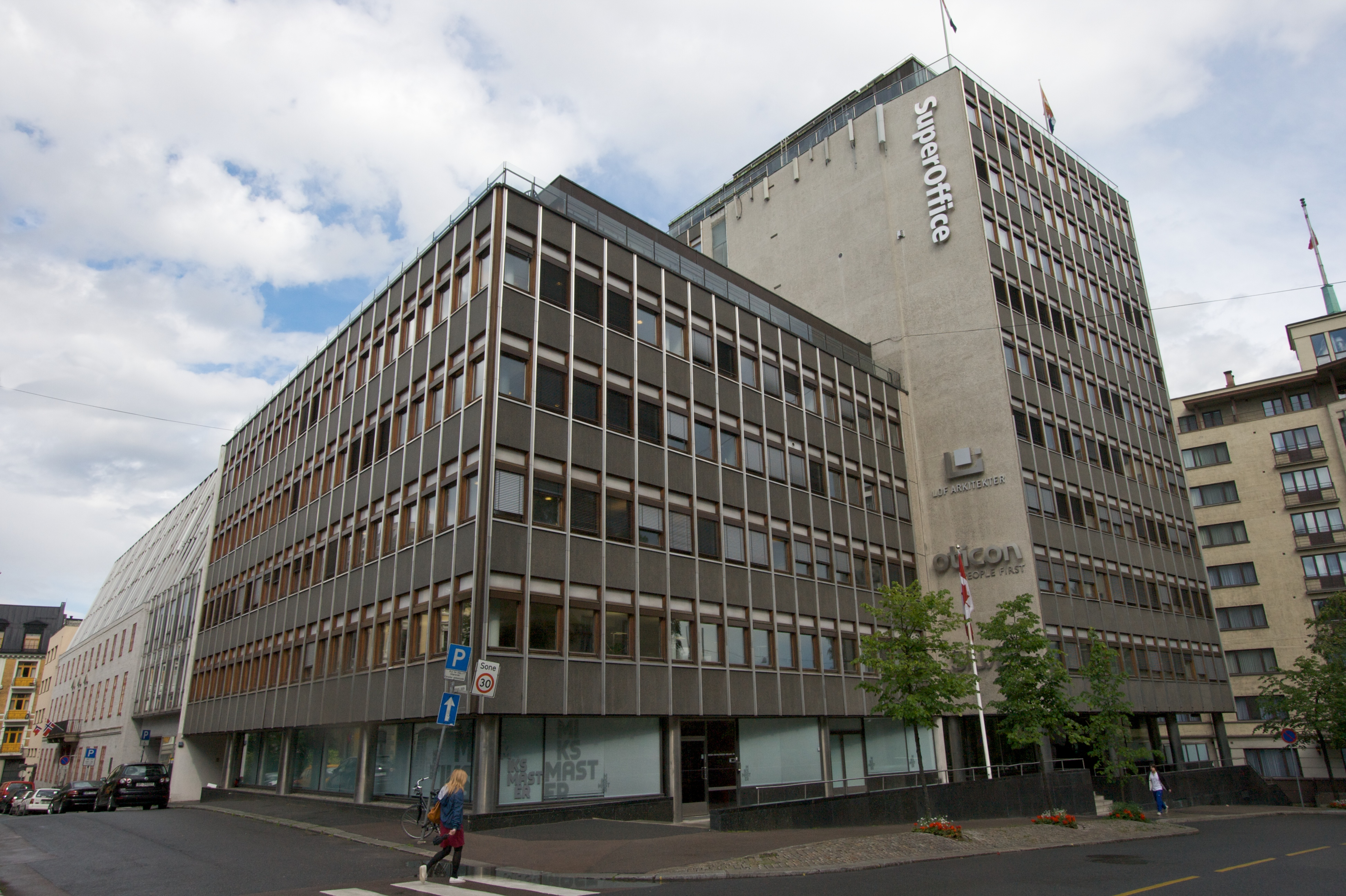
Embaixada do Canadá em Oslo, Noruega

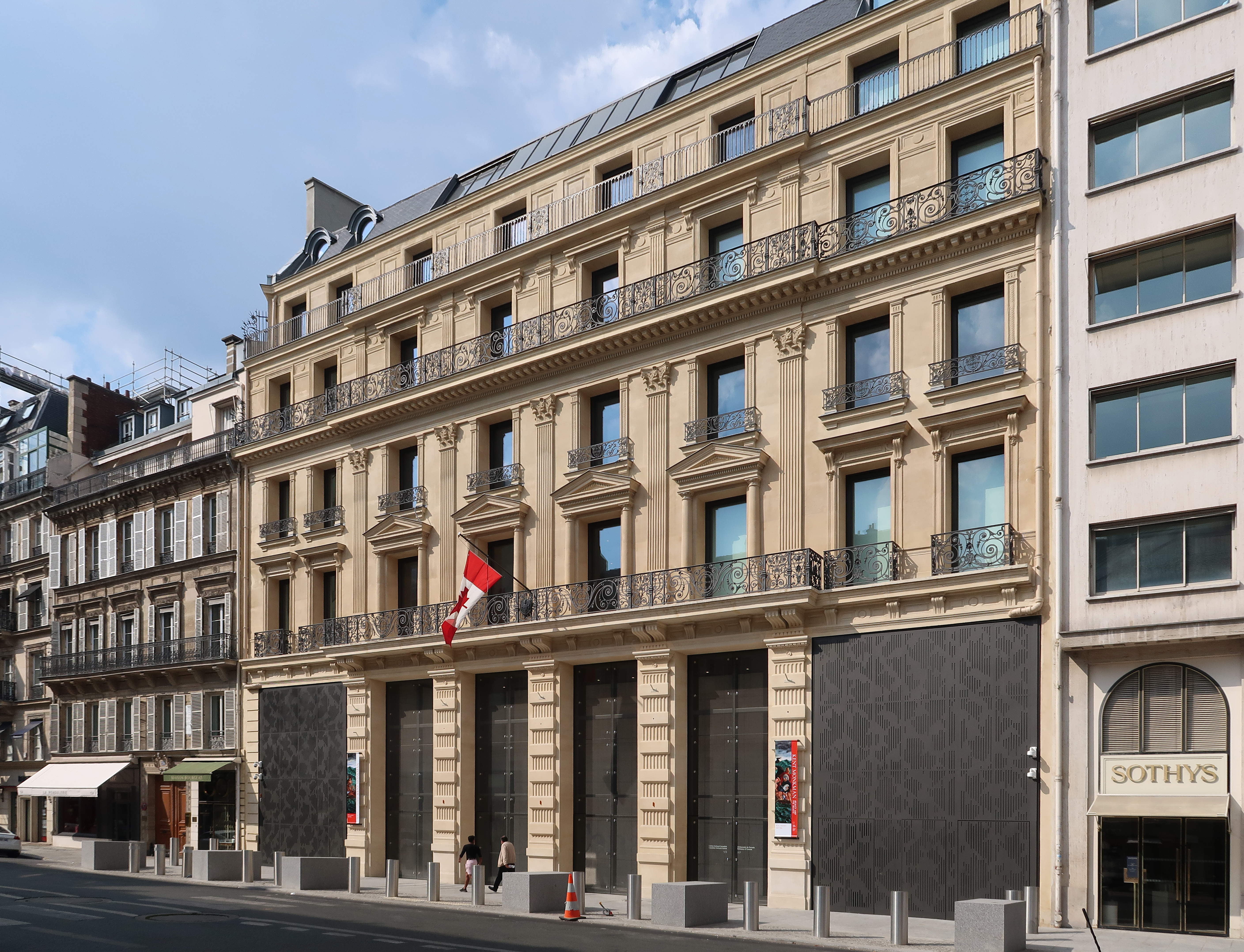
Embaixada do Canadá em Paris, França

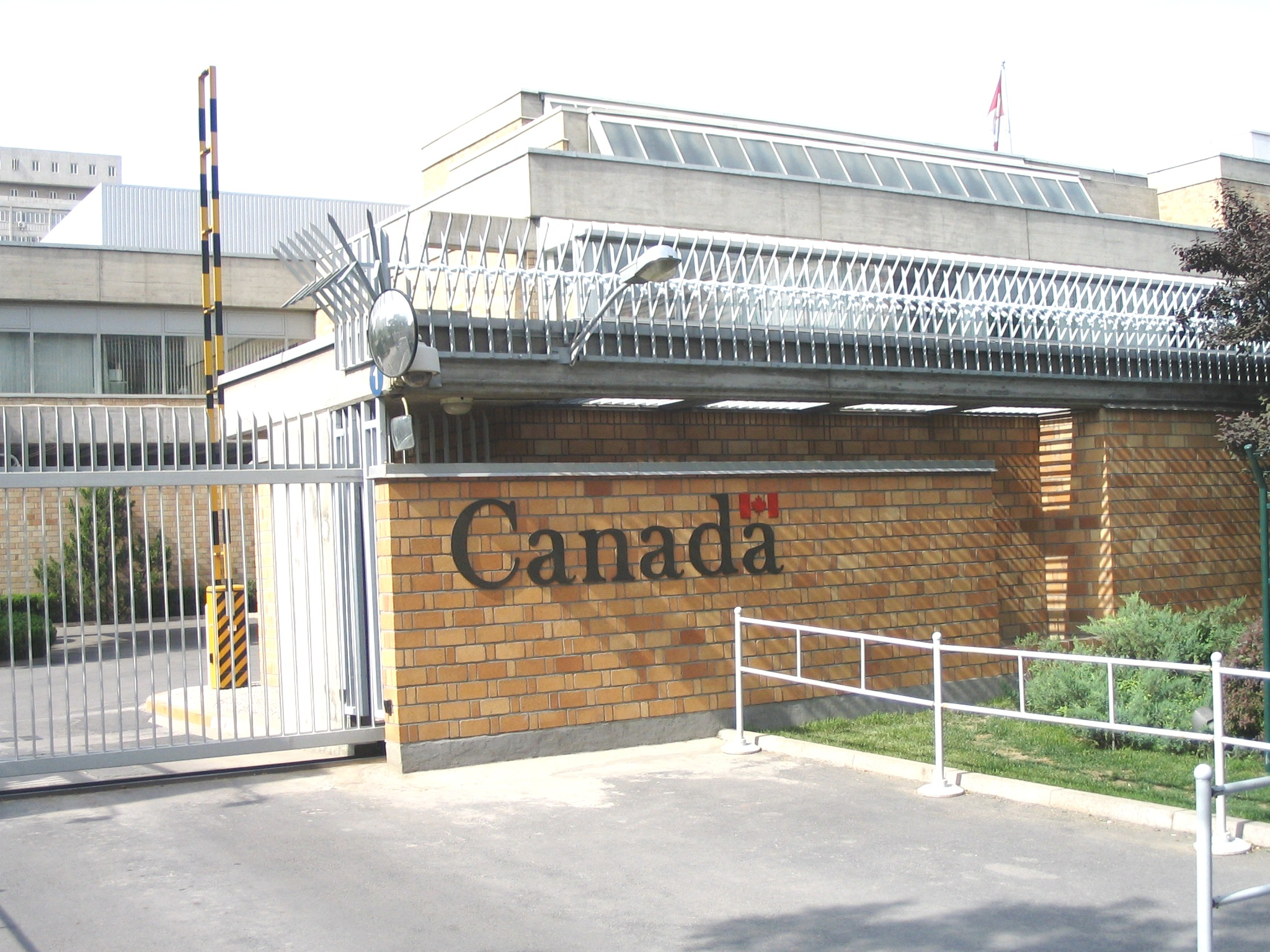
Embaixada do Canadá em Pequim, China

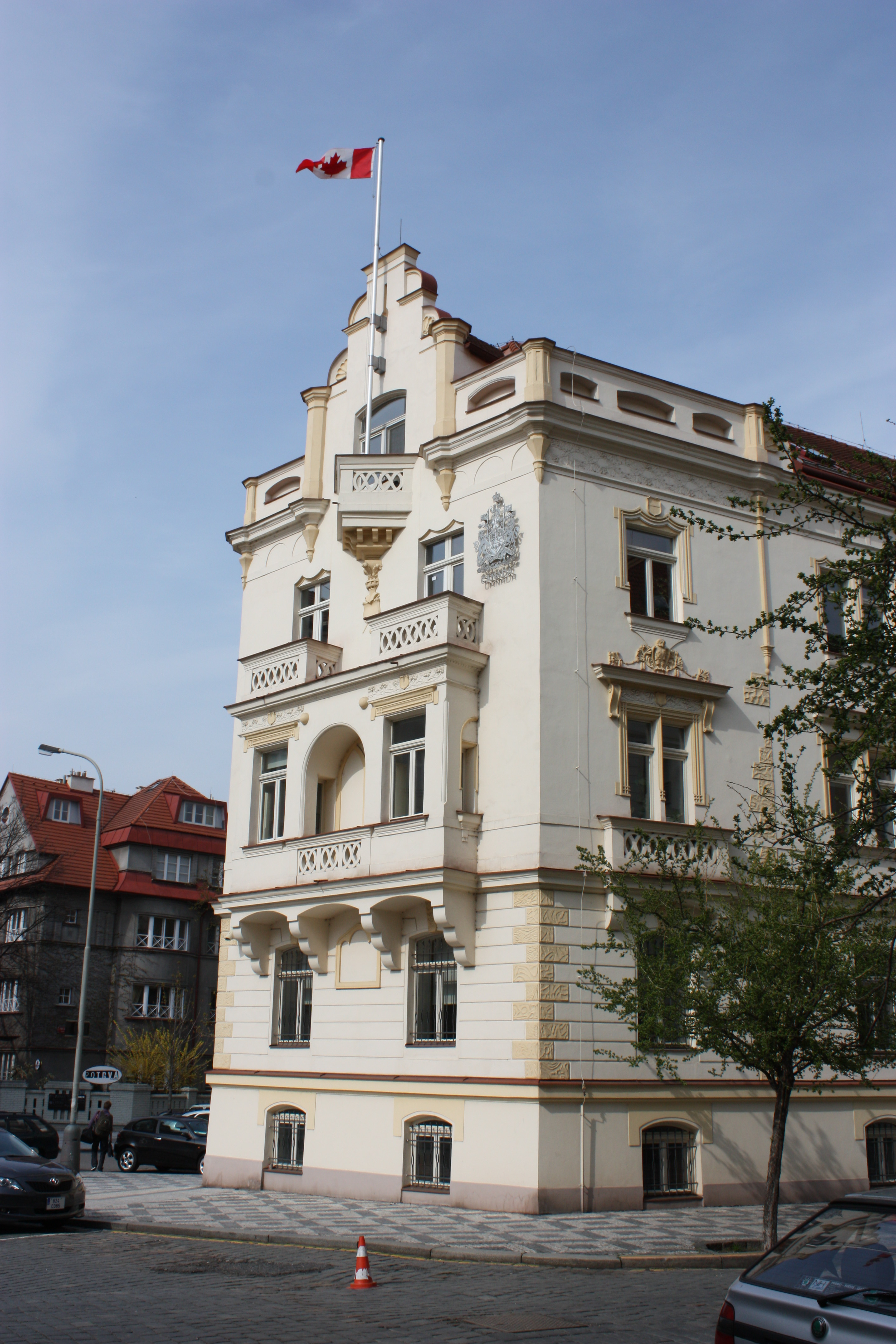
Embaixada do Canadá em Praga, República Tcheca

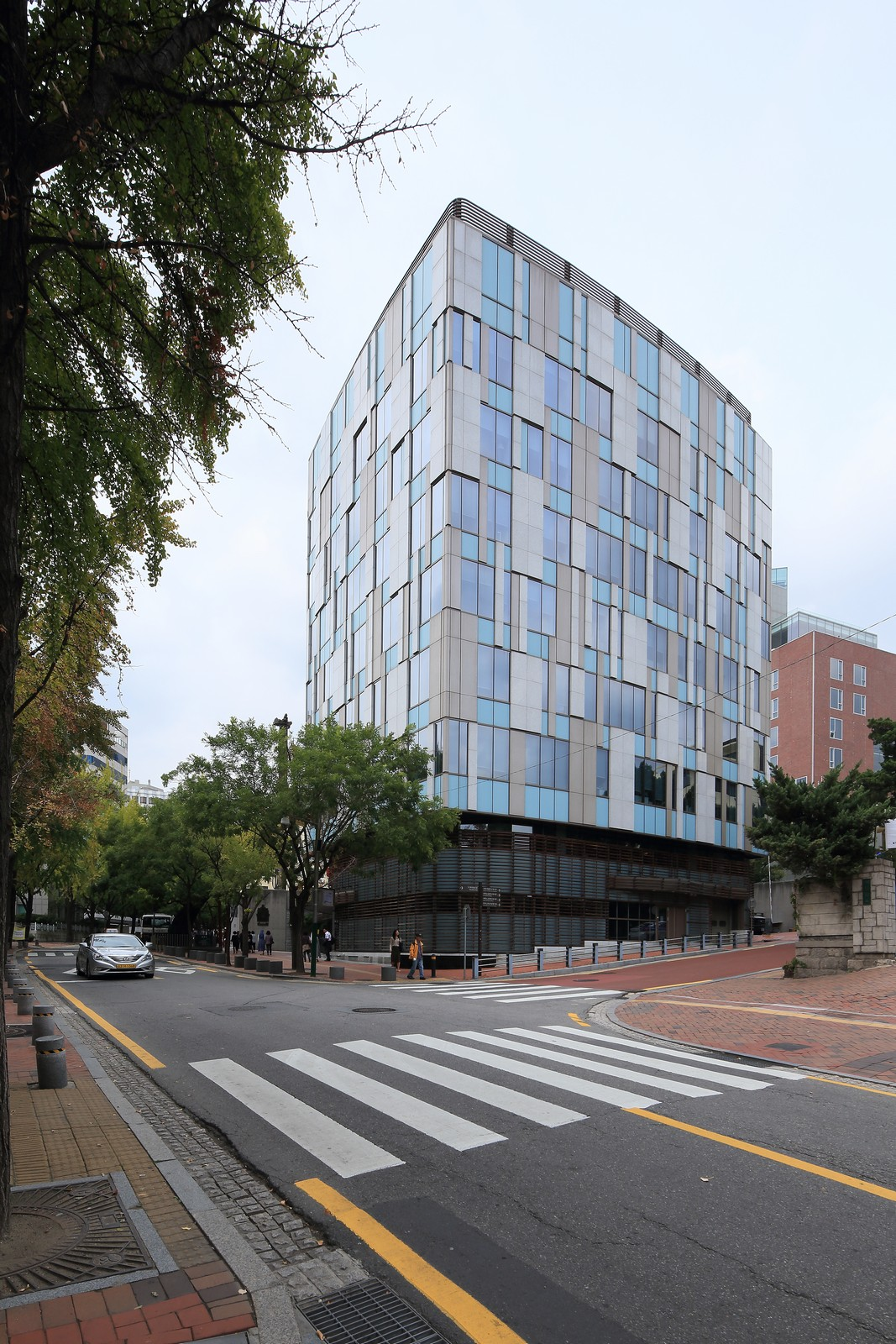
Embaixada do Canadá em Seul, Coreia do Sul

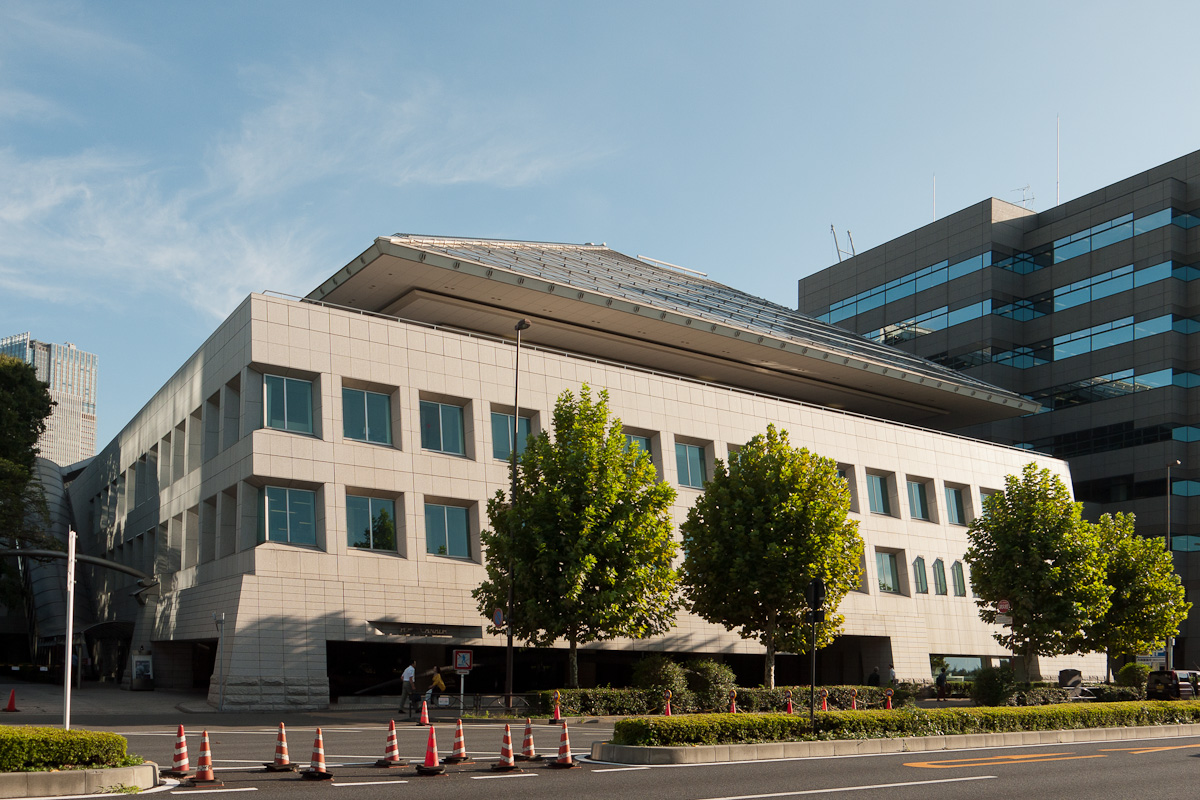
Embaixada do Canadá em Tóquio, Japão

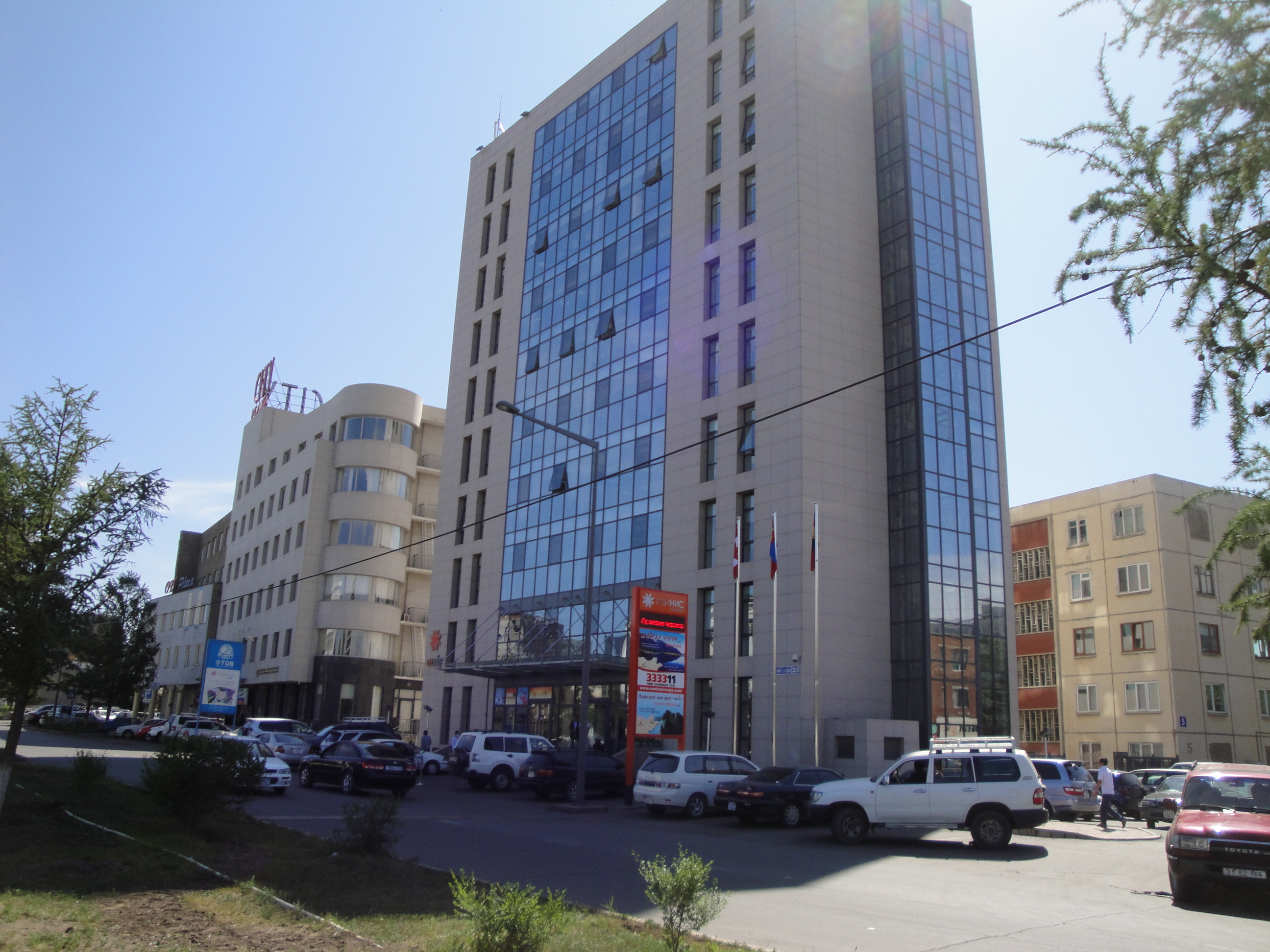
Embaixada do Canadá em Ulan Bator, Mongólia

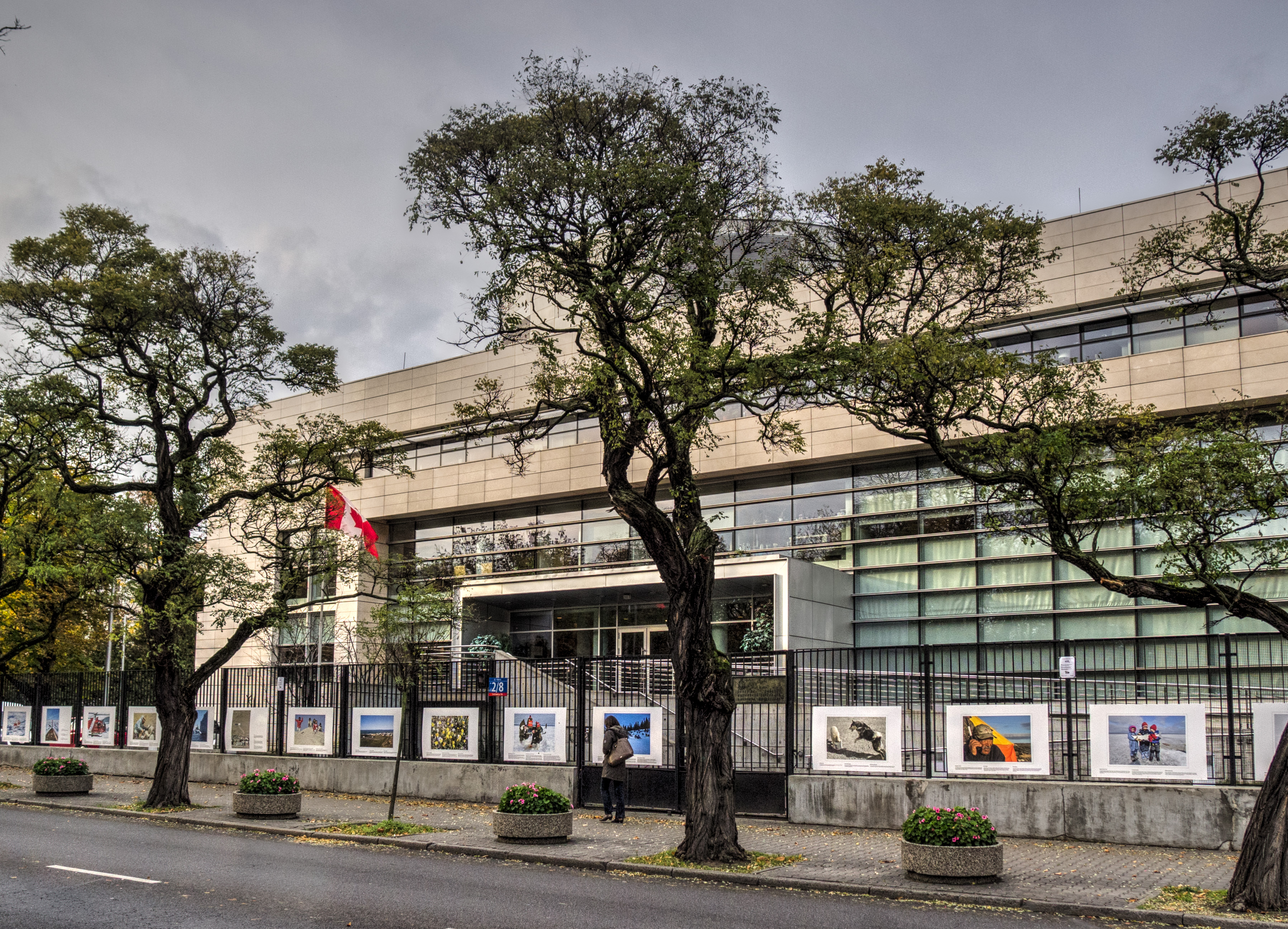
Embaixada do Canadá em Varsóvia, Polônia

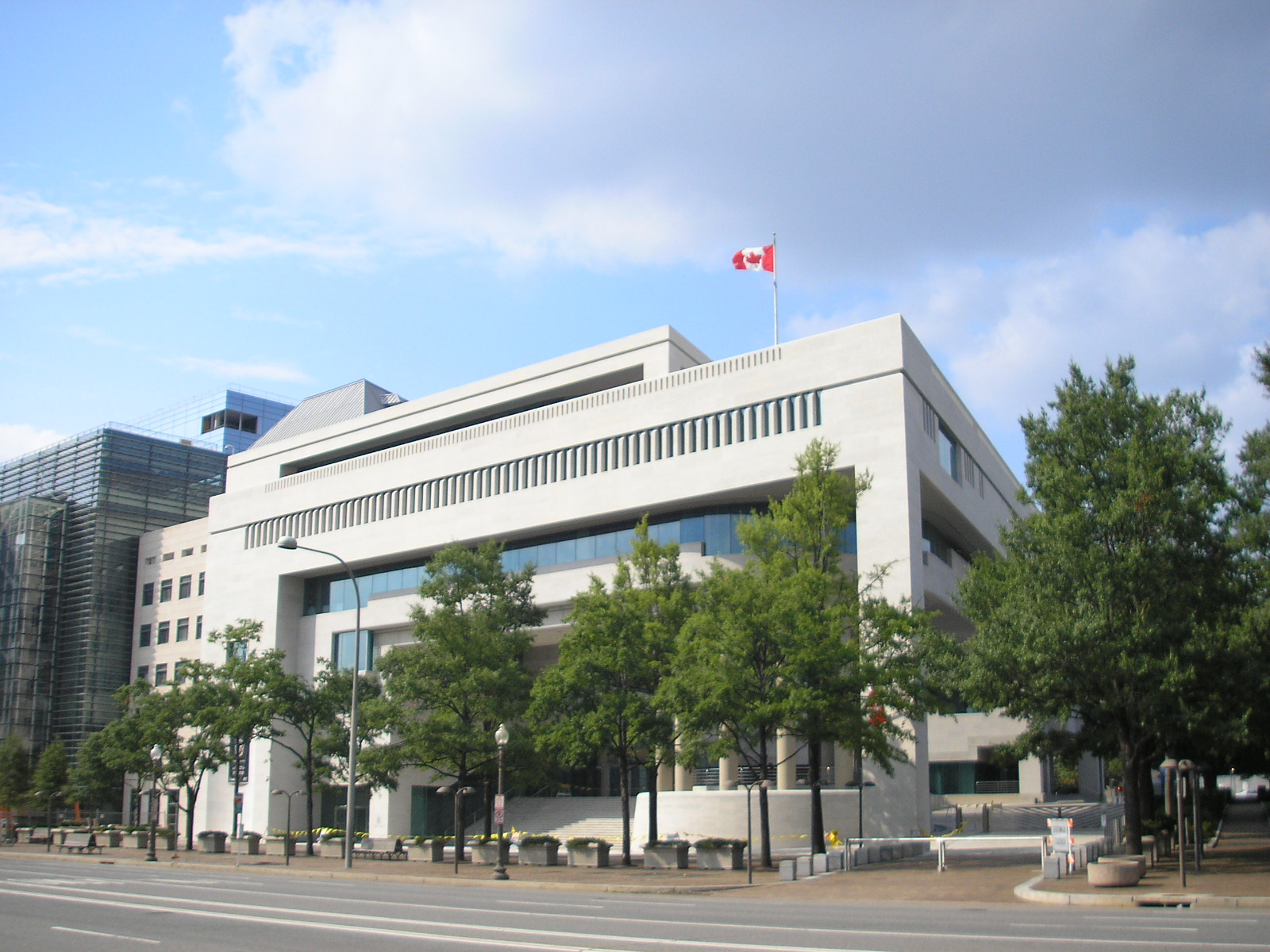
Embaixada do Canadá em Washington, D.C., Estados Unidos

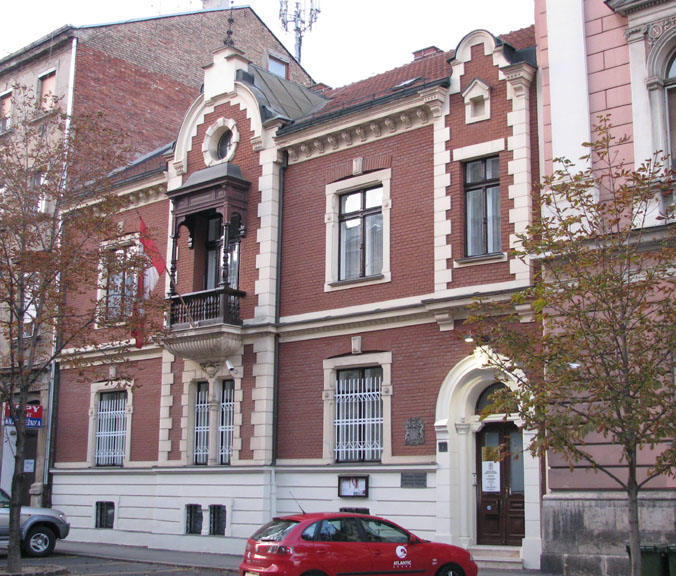
Embaixada do Canadá em Zagreb, Croácia

  - Cidade do Cabo (alto comissariado/consulado-geral)
  - Joanesburgo (escritório de comércio)
- Argélia
  - Argel (embaixada)
- Burquina Fasso
  - Ouagadougou (embaixada)
- Camarões
  - Yaoundé (alto comissariado)
- Costa do Marfim
  - Abidjan (embaixada)
- Egito
  - Cairo (embaixada)
- Etiópia
  - Adis Abeba (embaixada)
- Gana
  - Acra (alto comissariado)
- Mali
  - Bamako (embaixada)
- Marrocos
  - Rabat (embaixada)
- Moçambique
  - Maputo (alto comissariado)
- Nigéria
  - Abuja (alto comissariado)
  - Lagos (consulado-geral)
- Quênia
  - Nairobi (alto comissariado)
- República Democrática do Congo
  - Kinshasa (embaixada)
- Ruanda
  - Kigali (alto comissariado)
- Senegal
  - Dakar (embaixada)
- Sudão
  - Cartum (embaixada)
- Sudão do Sul
  - Juba (embaixada)
- Tanzânia
  - Dar es Salaam (alto comissariado)
- Tunísia
  - Tunes (embaixada)
- Zâmbia
  - Lusaka (alto comissariado)
- Zimbabwe
  - Harare (embaixada)

## Américas
- Argentina
  - Buenos Aires (embaixada)
- Barbados
  - Bridgetown (alto comissariado)
- Bolívia
  - La Paz (embaixada)
- Brasil
  - Brasília (embaixada)
  - Rio de Janeiro (consulado-geral)
  - São Paulo (consulado-geral)
  - Belo Horizonte (escritório de comércio)
  - Porto Alegre (escritório de comércio)
  - Recife (escritório de comércio)
- Chile
  - Santiago do Chile (embaixada)
- Colômbia
  - Bogotá (embaixada)
- Costa Rica
  - San José (embaixada)
- Cuba
  - Havana (embaixada)
- El Salvador
  - San Salvador (embaixada)
- Equador
  - Quito (embaixada)
- Estados Unidos
  - Washington, DC (embaixada)
  - Atlanta (consulado-geral)
  - Boston (consulado-geral)
  - Chicago (consulado-geral)
  - Dallas (consulado-geral)
  - Denver (consulado-geral)
  - Detroit (consulado-geral)
  - Los Angeles (consulado-geral)
  - Miami (consulado-geral)
  - Minneapolis (consulado-geral)
  - Nova Iorque (consulado-geral)
  - São Francisco (consulado-geral)
  - Seattle (consulado-geral)
  - Houston (consulado)
  - Palo Alto (escritório de comércio)
  - San Diego (escritório de comércio)
- Guatemala
  - Cidade da Guatemala (embaixada)
- Guiana
  - Georgetown (alto comissariado)
- Haiti
  - Porto Príncipe (embaixada)
- Honduras
  - Tegucigalpa (escritório de embaixada)
- Jamaica
  - Kingston (alto comissariado)
- México
  - Cidade do México (embaixada)
  - Monterrei (consulado-geral)
  - Guadalajara (consulado)
  - Tijuana (consulado)
  - Acapulco (agência consular)
  - Cabo San Lucas (agência consular)
  - Cancún (agência consular)
  - Mazatlán (agência consular)
  - Oaxaca de Juárez (agência consular)
  - Playa del Carmen (agência consular)
  - Puerto Vallarta (agência consular)
- Nicarágua
  - Manágua (escritório de embaixada)
- Panamá
  - Cidade do Panamá (embaixada)
- Peru
  - Lima (embaixada)
- República Dominicana
  - Santo Domingo (embaixada)
  - Punta Cana (escritório de embaixada)
- Trinidad e Tobago
  - Port of Spain (alto comissariado)
- Uruguai
  - Montevidéu (embaixada)
- Venezuela
  - Caracas (embaixada)

## Ásia
- Arábia Saudita
  - Riade (embaixada)
  - Jidá (consulado)
- Armênia
  - Erevã (embaixada)
- Bangladesh
  - Daca (alto comissariado)
- Brunei
  - Bandar Seri Begawan (alto comissariado)
- Camboja
  - Phnom Penh (escritório de embaixada)
- Catar
  - Doha (embaixada)
- Cazaquistão
  - Astana (embaixada)
- China
  - Pequim (embaixada)
  - Cantão (consulado-geral)
  - Chongqing (consulado-geral)
  - Hong Kong (consulado-geral)
  - Xangai (consulado-geral)
  - Chengdu (escritório de comércio)
  - Nanquim (escritório de comércio)
  - Qingdao (escritório de comércio)
  - Shenyang (escritório de comércio)
  - Shenzhen (escritório de comércio)
  - Wuhan (escritório de comércio)
- Coreia do Sul
  - Seul (embaixada)
- Emirados Árabes Unidos
  - Abu Dhabi (embaixada)
  - Dubai (consulado-geral)
- Filipinas
  - Manila (embaixada)
  - Cebu (consulado)
- Índia
  - Nova Deli (alto comissariado)
  - Bangalore (consulado-geral)
  - Bombaim (consulado-geral)
  - Chandigarh (consulado-geral)
  - Calcutá (consulado)
  - Ahmedabad (escritório de comércio)
  - Chennai (escritório de comércio)
  - Hyderabad (escritório de comércio)
- Indonésia
  - Jakarta (embaixada)
- Irão
  - Teerã (seção de interesses)
- Israel
  - Tel Aviv (embaixada)
- Japão
  - Tóquio (embaixada)
  - Fukuoka (consulado)
  - Nagoya (consulado)
  - Kitakyushu (escritório de comércio)
  - Osaka (escritório de comércio)
  - Sapporo (escritório de comércio)
- Jordânia
  - Amã (embaixada)
- Kuwait
  - Cidade do Kuwait (embaixada)
- Laos
  - Vientiane (escritório de embaixada)
- Líbano
  - Beirute (embaixada)
- Malásia
  - Kuala Lumpur (alto comissariado)
- Mongólia
  - Ulan Bator (embaixada)
- Myanmar
  - Rangum (embaixada)
- Palestina
  - Ramallah (escritório representativo)
- Paquistão
  - Islamabad (alto comissariado)
- Singapura
  - Singapura (alto comissariado)
- Sri Lanka
  - Colombo (alto comissariado)
- Tailândia
  - Bangkok (embaixada)
  - Chiang Mai (consulado)
- Taiwan
  - Taipé (escritório de comércio de Canadá)
- Turquia
  - Ancara (embaixada)
  - Istambul (consulado)
- Vietname
  - Hanói (embaixada)
  - Cidade de Ho Chi Minh (consulado-geral)

## Europa
- Alemanha
  - Berlim (embaixada)
  - Düsseldorf (consulado-geral)
  - Munique (consulado-geral)
- Áustria
  - Viena (embaixada)
- Bélgica
  - Bruxelas (embaixada)
- Croácia
  - Zagrebe (embaixada)
- Dinamarca
  - Copenhague (embaixada)
- Eslováquia
  - Bratislava (escritório de embaixada)
- Espanha
  - Madrid (embaixada)
- Estónia
  - Tallinn (escritório de embaixada)
- Finlândia
  - Helsínquia (embaixada)
- França
  - Paris (embaixada)
- Grécia
  - Atenas (embaixada)
- Hungria
  - Budapeste (embaixada)
- Irlanda
  - Dublin (embaixada)
- Islândia
  - Reiquejavique (embaixada)
- Itália
  - Roma (embaixada)
  - Milão (consulado-geral)
- Letônia
  - Riga (embaixada)
- Lituânia
  - Vilnius (embaixada)
- Noruega
  - Oslo (embaixada)
- Países Baixos
  - Haia (embaixada)
- Polónia
  - Varsóvia (embaixada)
- Portugal
  - Lisboa (embaixada)
- Reino Unido
  - Londres (alto comissariado)
- Chéquia
  - Praga (embaixada)
- Roménia
  - Bucareste (embaixada)
- Rússia
  - Moscou (embaixada)
- Sérvia
  - Belgrado (embaixada)
- Suécia
  - Estocolmo (embaixada)
- Suíça 
  - Berna (embaixada)
- Ucrânia
  - Kiev (embaixada)
  - Lviv (consulado)
- Vaticano
  - Cidade do Vaticano (embaixada)

## Oceânia
- Austrália
  - Camberra (alto comissariado)
  - Sydney (consulado-geral)
- Nova Zelândia
  - Wellington (alto comissariado)
  - Auckland (consulado)

## Organizações multilaterais
- Adis-Abeba (delegação para a União Africana)
- Bruxelas (delegação para a União Europeia e OTAN)
- Genebra (delegação para a Organização das Nações Unidas)
- Montreal (delegação para a Organização da Aviação Civil Internacional)
- Nairobi (delegação para a Organização das Nações Unidas)
- Nova Iorque (delegação para a Organização das Nações Unidas)
- Paris (delegação para a UNESCO e OCDE)
- Roma (delegação para a Organização das Nações Unidas para a Alimentação e a Agricultura)
- Viena (delegação para a OSCE)
- Washington DC (delegação para a Organização dos Estados Americanos)